# Rodrigo García (reżyser)
Rodrigo García (ur. 24 sierpnia 1959 w Bogocie) – kolumbijski reżyser filmowy i telewizyjny, scenarzysta, operator i producent filmowy, pracujący w USA. Syn znanego pisarza kolumbijskiego Gabriela Garcíi Márqueza.
García wyreżyserował kilka filmów kojarzonych z nurtem tzw. kina niezależnego, ale przede wszystkim znany jest jako reżyser seriali telewizyjnych, między innymi serii Karnawał (Càrnivale) oraz Sześć stóp pod ziemią (Six Feet Under) produkowanych na zlecenie HBO (García wyreżyserował również jeden odcinek serialu Rodzina Soprano (The Sopranos).
Ponadto reżyser współuczestniczył jako operator filmowy i kamerzysta w tworzeniu takich filmów jak Gia.

## Dorobek artystyczny
- Mother and Child (2010, film fabularny)
- Passengers (2008, film fabularny)
- Terapia (2008, serial telewizyjny)
- Six Degrees (2007, serial telewizyjny)
  - „Pilot”
- Trzy na jednego (Big Love) (2006, serial telewizyjny)
  - „Pilot”
- Dziewięć żyć (Nine Lives) (2005, film fabularny)
- Ojcowie i synowie (Fathers and Sons) (2004, film fabularny)
- Karnawał (Carnivàle) (2003, serial telewizyjny) 5 odcinków:
  - 1.01 „Milfay” (Pilot)
  - 1.03 „Tipton”
  - 1.06 „Pick a Number
  - 1.12 „Day That Was the Day, The”
  - 2.09 „Lincoln Highway”
- Boomtown (2002, serial telewizyjny)
  - „Monster Brawl”
- Sześć stóp pod ziemią (Six Feet Under) (2001, serial telewizyjny) 5 odcinków:
  - The Room
  - A Private Life
  - In the Game
  - Perfect Circles
  - A Coat of White Primer
- Dziesięć historyjek o miłości (Ten Tiny Love Stories) (2001)
- Na pierwszy rzut oka (Things You Can Tell Just by Looking at Her) (2000)
- Rodzina Soprano (The Sopranos) (1999, serial telewizyjny)
  - odcinek 5.04 „All Happy Families"